# Vonda Shepard
Vonda Shepard, född 7 juli 1963 i New York i New York, är en amerikansk popartist som blev populär under 1990-talet. Shepard är antagligen mest känd för sina regelbundna framträdanden i TV-serien Ally McBeal, där hon spelade en barsångerska. Hennes låt Searchin' My Soul användes även som signaturmelodi till serien. Shepard sjunger, spelar piano, gitarr och bas.

## Biografi
Vonda Shepard föddes i New York men hennes familj flyttade till Kalifornien när hon var ganska ung. Hon spelade piano från tidig ålder, och efter att ha varit körsångerska i många år fick hon till slut ett skivkontrakt av Reprise Records.
Första gången Shepard dök upp på listorna var 1987, när hon spelade in en duett med Dan Hill, "Can't We Try". Hennes första självbetitlade album kom 1989, men fick liten uppmärksamhet. Men när hennes tredje album It's Good Eve kom 1996 fick hon mycket respons och David E. Kelley ville ha med henne i sin TV-serie Ally McBeal. Under sin tid i TV-serien spelade hon in två skivor med musik från serien och var starkt representerad på två andra Ally McBeal-album. Låtarna på skivorna var mestadels covers. Efter att ha varit med i serien har Shepard släppt två studioalbum till och ett livealbum.
Hon är gift med musikproducenten Mitchell Froom och de har ett barn.

## Diskografi

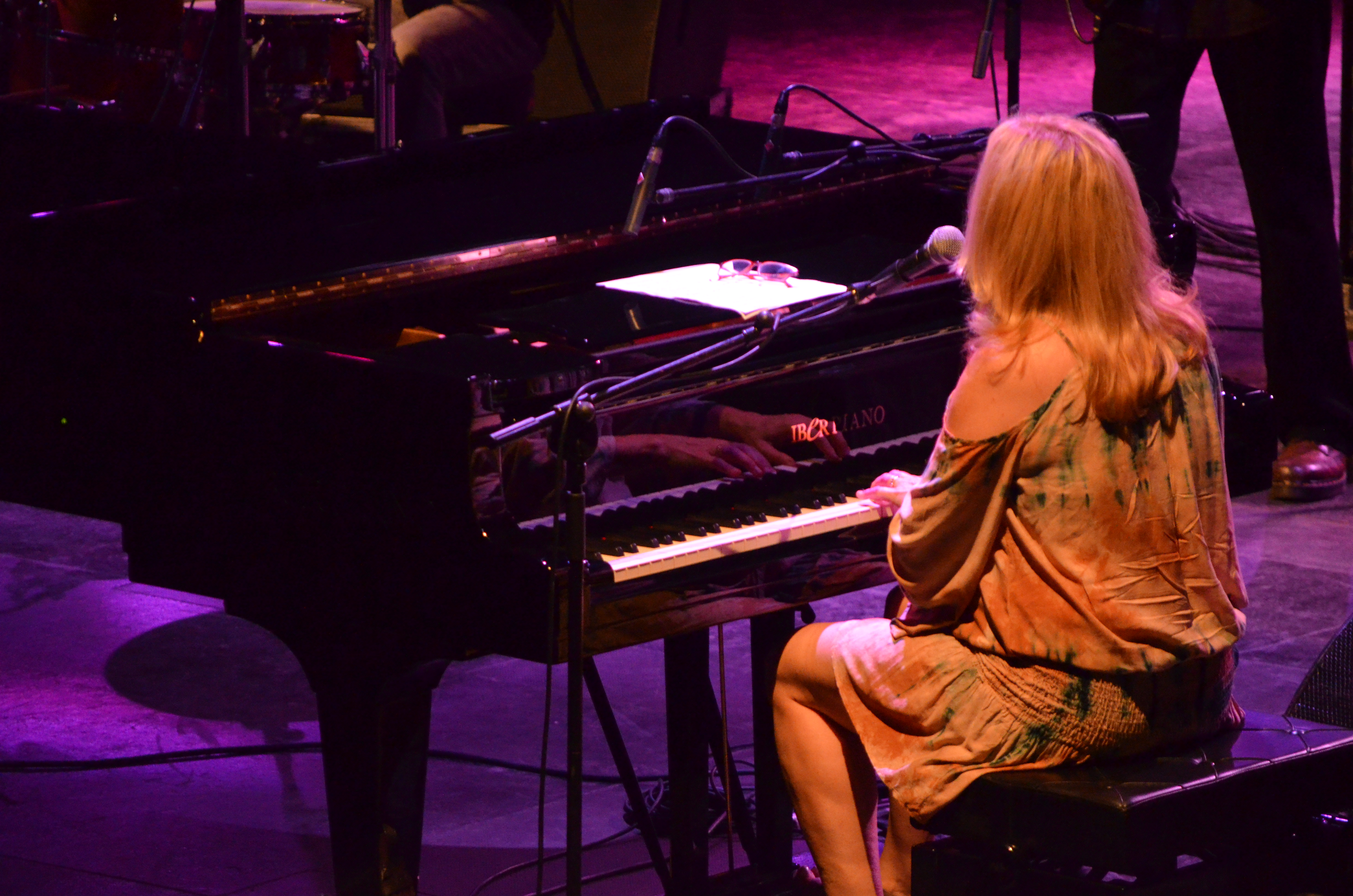
International Jazz Festival. (San Javier, 2018)

### Album
- Vonda Shepard (1989)
- The Radical Light (1992)
- It's Good Eve (1996)
- Songs From Ally McBeal (1998)
- By 7:30 (1999)
- Heart and Soul: New Songs From Ally McBeal (1999)
- Chinatown (2002)
- Live: A Retrospective (2004)
- From the Sun (2008)
- From the Sun Tour: Live in San Javier (2010)
- Solo (2011)
- Rookie (2015)

### Samlingar
- Ally McBeal: A Very Ally Christmas (2000)
- Ally McBeal: For Once in My Life Soundtrack (2001)
- The Best of Ally McBeal – The Songs of Vonda Shepard (2009)

### Singlar
- Searchin' My Soul
- Hooked on a Feeling
- Maryland
- Tell Him
- Read Your Mind
- This Old Heart Of Mine
- Baby Don't You Break My Heart Slow (med Emily Saliers från Indigo Girls)
- Someday We'll Be Together
- Confetti
- Love Is Alive (med Anastacia)
- Chances Are (med Robert Downey Jr)